# Malenkaya Vera
Malenkaya Vera (em russo: Маленькая Вера; bra: A Pequena Vera), é um filme soviético de 1988 dirigido Vasili Pichul.
O filme faz parte da lista dos 1000 melhores filmes de todos os tempos do The New York Times.